# Ruellia jussieuoides
Ruellia jussieuoides är en akantusväxtart som beskrevs av Diederich Franz Leonhard von Schlechtendal. Ruellia jussieuoides ingår i släktet Ruellia och familjen akantusväxter. Inga underarter finns listade i Catalogue of Life.